# Regierungsbezirk Frankfurt

Karte der Provinz Brandenburg von 1896 mit dem Regierungsbezirk Frankfurt (violett umrandet), dem Regierungsbezirk Frankfurt (gelb umrandet) und dem Stadtbezirk Berlin

Der Regierungsbezirk Frankfurt war von 1815 bis 1945 ein Regierungsbezirk der preußischen Provinz Brandenburg mit Sitz in Frankfurt (Oder). Sein Gebiet gehört heute zum deutschen Bundesland Brandenburg und zur Republik Polen.

## Geschichte
Der 1815 in der Provinz Brandenburg errichtete Regierungsbezirk Frankfurt umfasste den Ostteil der Provinz. Er besaß eine Fläche von 20.731 km². Zum Regierungsbezirk gehörten unter anderem Lebus, die Neumark und die Niederlausitz. 
1825 trat der Regierungsbezirk Frankfurt den Südteil des Kreises Spremberg-Hoyerswerda an die Provinz Schlesien ab, wo aus diesem Gebiet der Kreis Hoyerswerda gebildet wurde. 1836 wurde das Gebiet der ehemaligen Herrschaft Beeskow, die seit 1816 zum Kreis Lübben gehört hatte, in den Regierungsbezirk Potsdam umgegliedert und dort Teil des neuen Kreises Beeskow-Storkow.
Bei der Auflösung der Provinz Grenzmark Posen-Westpreußen erhielt der Regierungsbezirk Frankfurt 1938 dessen Kreise Meseritz und Schwerin (Warthe). Er gab dafür die Kreise Arnswalde und Friedeberg Nm. an den neu eingerichteten Regierungsbezirk Grenzmark Posen-Westpreußen der Provinz Pommern ab. Der Regierungsbezirk Frankfurt umfasste damit eine Fläche von 18.390 km².
Infolge des Zweiten Weltkriegs fiel das Gebiet des Regierungsbezirks östlich der Oder an die Volksrepublik Polen. Das westlich der Oder in der Sowjetischen Besatzungszone 1946 geschaffene Land Brandenburg hatte keine Regierungsbezirke.

## Einwohnerentwicklung
| Regierungsbezirk Frankfurt | Regierungsbezirk Frankfurt | Regierungsbezirk Frankfurt | Regierungsbezirk Frankfurt | Regierungsbezirk Frankfurt | Regierungsbezirk Frankfurt | Regierungsbezirk Frankfurt | Regierungsbezirk Frankfurt | Regierungsbezirk Frankfurt |
| -------------------------- | -------------------------- | -------------------------- | -------------------------- | -------------------------- | -------------------------- | -------------------------- | -------------------------- | -------------------------- |
| Jahr                       | 1820                       | 1850                       | 1880                       | 1900                       | 1910                       | 1925                       | 1933                       | 1939                       |
| Einwohner                  | 607.992                    | 873.093                    | 1.105.493                  | 1.179.250                  | 1.233.189                  | 1.292.525                  | 1.276.786                  | 1.316.590                  |

## Verwaltungsgliederung

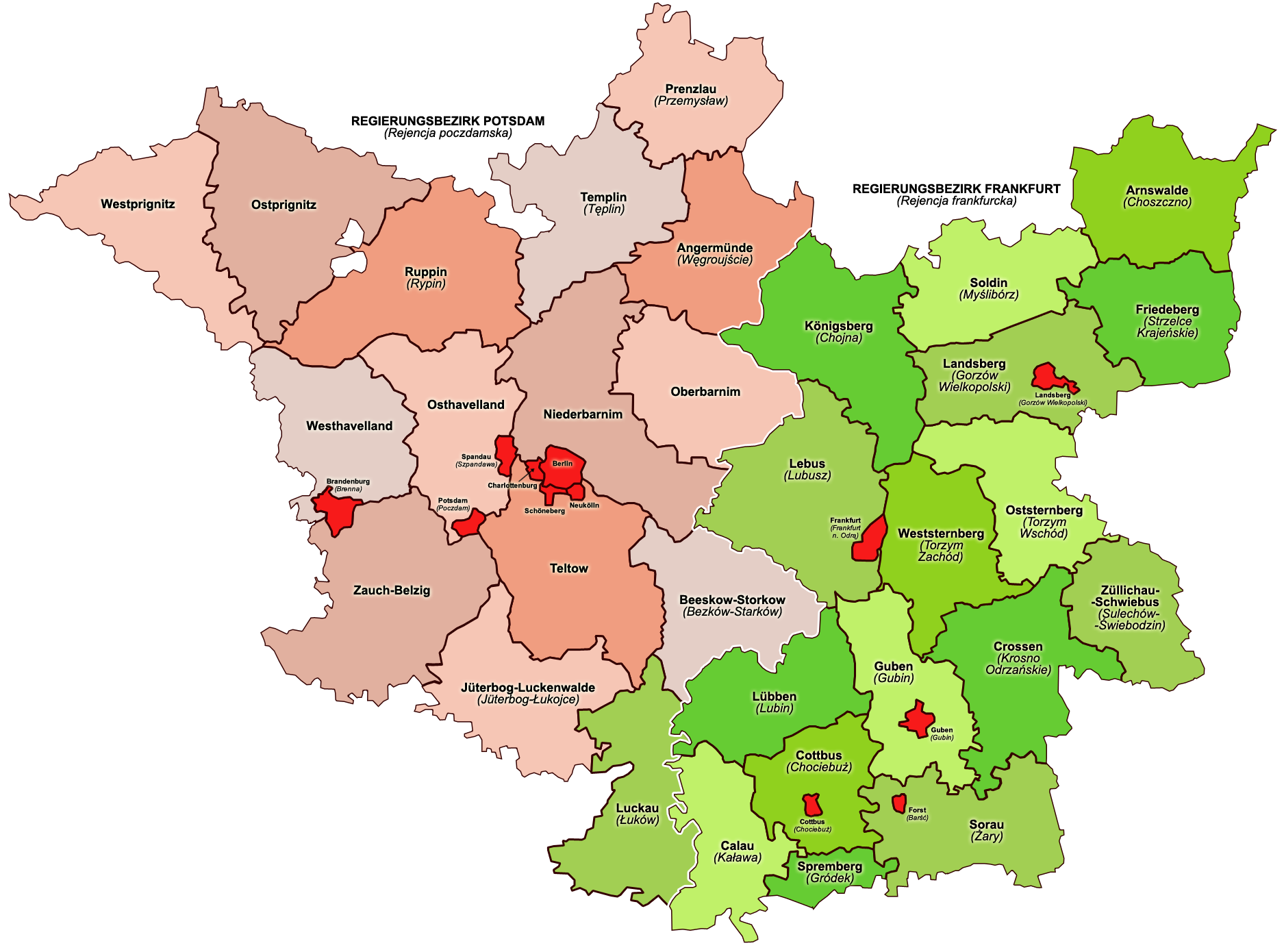
Provinz Brandenburg (um 1905) / Reg.-Bez. Potsdam (rot) und Frankfurt (grün)

Stadtkreise:
- Cottbus (seit 1886)
- Forst (seit 1897)
- Frankfurt (Oder) (seit 1827)
- Guben (seit 1884)
- Landsberg (Warthe) (seit 1892)

Landkreise:
- Arnswalde (bis 1938)
- Calau
- Cottbus
- Crossen
- Cüstrin (bis 1836)
- Frankfurt (bis 1826)
- Friedeberg Nm. (bis 1938)
- Guben
- Königsberg Nm.
- Landsberg (Warthe)
- Lebus
- Luckau
- Lübben
- Meseritz (seit 1938)
- Oststernberg (seit 1873)
- Schwerin (Warthe) (seit 1938)
- Soldin
- Sorau
- Spremberg (ab 1825)
- Spremberg-Hoyerswerda (bis 1825)
- Sternberg (bis 1873)
- Weststernberg (seit 1873)
- Züllichau-Schwiebus

## Regierungspräsidenten
- 1813–1846/47 Ludwig von Wißmann
- 1847–1848 Eugen von Puttkamer
- 1848–1850 Karl Otto von Raumer
- 1850–1851 Karl Otto von Manteuffel
- 1851–1855 Carl Wilhelm von Bötticher
- 1856–1862 Werner von Selchow
- 1862–1867 Ferdinand von Münchhausen
- 1867–1873 Ferdinand von Nordenflycht
- 1881–1890 Wilhelm von Heyden-Cadow
- 1890–1902 Jesco von Puttkamer
- 1902–1903 Ludwig von Windheim
- 1903–1906 Kurt von Dewitz
- 1906–1908 Rudolf von Valentini
- 1908–1918 Friedrich Wilhelm Ludwig von Schwerin
- 1918–1919 Carl von Fidler
- 1919–1930 Ludwig Bartels
- 1930–1932 Wilhelm Fitzner
- 1932–1933 Kurt Schönner
- 1933–1935 Felix Eichler
- 1935–1936 Hermann Bresgen
- 1937–1945 Heinrich Refardt

## Regierungsvizepräsidenten
- 1923–1925 Hans Poeschel